# Hattstatt
Hattstatt település Franciaországban, Haut-Rhin megyében. Lakosainak száma 859 fő (2022. január 1.). Hattstatt Rouffach, Pfaffenheim, Gueberschwihr, Soultzbach-les-Bains, Vœgtlinshoffen, Obermorschwihr és Herrlisheim-près-Colmar községekkel határos.

## Népesség
A település népességének változása:
| Lakosok száma | 816  | 797  | 814  | 785  | 789  | 784  | 809  | 834  | 859  |
|               | 2013 | 2015 | 2016 | 2017 | 2018 | 2019 | 2020 | 2021 | 2022 |